# I Won't Let You Down
I Won't Let You Down is een nummer van de Britse band Ph.D. Het nummer is afkomstig van hun debuut studioalbum "Ph.D." uit 1981. De B-kant van de single was het nummer Hideaway (4:18), dat niet op het album stond. Het nummer werd op 17 april dat jaar wereldwijd op single uitgebracht.
Het is de enige single van deze band die de hitlijsten wist te behalen. De band, die in 1983 werd opgeheven, behoort daarmee tot de eendagsvliegen.

## Achtergrond
De plaat werd in een groot aantal landen een hit. In thuisland het Verenigd Koninkrijk werd de 3e positie bereikt in de UK Singles Chart. Ook in Ierland werd de 3e positie bereikt, in Australië de 5e, Zuid-Afrika de 6e en in Duitsland de 14e positie. 
In Nederland werd de plaat in de winter van 1981-1982 veel gedraaid op Hilversum 3 en werd een gigantische hit in de destijds drie landelijke hitlijsten op de nationale publieke popzender. De plaat bereikte de nummer 1-positie in zowel de Nederlandse Top 40, Nationale Hitparade als de TROS Top 50. In de Europese hitlijst op Hilversum 3, de TROS Europarade, werd de 4e positie bereikt.
In België bereikte de plaat de nummer 1-positie in zowel de voorloper van de Vlaamse Ultratop 50 als de Vlaamse Radio 2 Top 30. In Wallonië werd géén notering behaald.
Sinds de allereerste editie in december 1999 staat de plaat onafgebroken genoteerd in de jaarlijkse NPO Radio 2 Top 2000 van de Nederlandse publieke radiozender NPO Radio 2, met als hoogste notering tot nu toe een 523e positie in 2004.

## Hitnoteringen

### Nederlandse Top 40
| Positie: | 29 | 12 | 4 | 2 | 2 | 1 | 1 | 1 | 4 | 11 | 21 | uit |

### Nationale Hitparade
| "I Won't Let You Down" in de Nationale Hitparade binnen: 26-12-1981 | "I Won't Let You Down" in de Nationale Hitparade binnen: 26-12-1981 | "I Won't Let You Down" in de Nationale Hitparade binnen: 26-12-1981 | "I Won't Let You Down" in de Nationale Hitparade binnen: 26-12-1981 | "I Won't Let You Down" in de Nationale Hitparade binnen: 26-12-1981 | "I Won't Let You Down" in de Nationale Hitparade binnen: 26-12-1981 | "I Won't Let You Down" in de Nationale Hitparade binnen: 26-12-1981 | "I Won't Let You Down" in de Nationale Hitparade binnen: 26-12-1981 | "I Won't Let You Down" in de Nationale Hitparade binnen: 26-12-1981 | "I Won't Let You Down" in de Nationale Hitparade binnen: 26-12-1981 | "I Won't Let You Down" in de Nationale Hitparade binnen: 26-12-1981 | "I Won't Let You Down" in de Nationale Hitparade binnen: 26-12-1981 | "I Won't Let You Down" in de Nationale Hitparade binnen: 26-12-1981 | "I Won't Let You Down" in de Nationale Hitparade binnen: 26-12-1981 | "I Won't Let You Down" in de Nationale Hitparade binnen: 26-12-1981 |
| Week:                                                               | 1                                                                   | 2                                                                   | 3                                                                   | 4                                                                   | 5                                                                   | 6                                                                   | 7                                                                   | 8                                                                   | 9                                                                   | 10                                                                  | 11                                                                  | 12                                                                  | 13                                                                  |                                                                     |
| ------------------------------------------------------------------- | ------------------------------------------------------------------- | ------------------------------------------------------------------- | ------------------------------------------------------------------- | ------------------------------------------------------------------- | ------------------------------------------------------------------- | ------------------------------------------------------------------- | ------------------------------------------------------------------- | ------------------------------------------------------------------- | ------------------------------------------------------------------- | ------------------------------------------------------------------- | ------------------------------------------------------------------- | ------------------------------------------------------------------- | ------------------------------------------------------------------- | ------------------------------------------------------------------- |
| Positie:                                                            | 11                                                                  | 5                                                                   | 3                                                                   | 2                                                                   | 2                                                                   | 2                                                                   | 1                                                                   | 1                                                                   | 1                                                                   | 2                                                                   | 7                                                                   | 19                                                                  | 35                                                                  | uit                                                                 |

### TROS Top 50
Hitnotering: 17-12-1981 t/m 18-03-1982. Hoogste notering: #1 (6 weken).

### TROS Europarade
Hitnotering: 24-01-1982 t/m 27-06-1982. Hoogste notering: #4 (4 weken).

### NPO Radio 2 Top 2000
| Nummer met noteringen in de NPO Radio 2 Top 2000 | '99 | '00 | '01 | '02 | '03 | '04 | '05  | '06  | '07  | '08 | '09  | '10  | '11  | '12  | '13  | '14  | '15  | '16  | '17  | '18  | '19  | '20  | '21  | '22  | '23  | '24  |
| ------------------------------------------------ | --- | --- | --- | --- | --- | --- | ---- | ---- | ---- | --- | ---- | ---- | ---- | ---- | ---- | ---- | ---- | ---- | ---- | ---- | ---- | ---- | ---- | ---- | ---- | ---- |
| I Won't Let You Down                             | 648 | 830 | 645 | 728 | 649 | 523 | 1041 | 1029 | 1038 | 831 | 1106 | 1237 | 1174 | 1444 | 1220 | 1486 | 1247 | 1311 | 1456 | 1458 | 1632 | 1722 | 1732 | 1658 | 1695 | 1898 |

1. ↑  Een vetgedrukt getal geeft de hoogste notering aan.